# Porsche Supercup – Grand Prix Hiszpanii 2015
Grand Prix Hiszpanii 2015 – inauguracyjna eliminacja 23. sezonu Porsche Supercup w sezonie 2015, które miało miejsce w dniach 8–10 maja 2015 roku na torze Circuit de Barcelona-Catalunya w Barcelonie.

## Lista startowa
Źródło: Wyprzedź Mnie!
| Nr | Kierowca             | Zespół                         | Samochód            | Silnik                                  | Opony |
| -- | -------------------- | ------------------------------ | ------------------- | --------------------------------------- | ----- |
| 1  | Kuba Giermaziak      | Verva Lechner Racing Team      | Porsche 911 GT3 Cup | 6-cylindrowy, wolnossący, 3.8 l, 460 KM | M     |
| 2  | Connor De Phillippi  | Verva Lechner Racing Team      | Porsche 911 GT3 Cup | 6-cylindrowy, wolnossący, 3.8 l, 460 KM | M     |
| 3  | Michael Avenatti     | Verva Lechner Racing Team      | Porsche 911 GT3 Cup | 6-cylindrowy, wolnossący, 3.8 l, 460 KM | M     |
| 4  | Sven Müller          | Lechner Racing Middle East     | Porsche 911 GT3 Cup | 6-cylindrowy, wolnossący, 3.8 l, 460 KM | M     |
| 5  | Michael Ammermüller  | Lechner Racing Middle East     | Porsche 911 GT3 Cup | 6-cylindrowy, wolnossący, 3.8 l, 460 KM | M     |
| 6  | Philipp Frommenwiler | Fach Auto Tech                 | Porsche 911 GT3 Cup | 6-cylindrowy, wolnossący, 3.8 l, 460 KM | M     |
| 7  | Simon Trummer        | Fach Auto Tech                 | Porsche 911 GT3 Cup | 6-cylindrowy, wolnossący, 3.8 l, 460 KM | M     |
| 8  | Patrick Eisemann     | Förch Racing by Lukas MS       | Porsche 911 GT3 Cup | 6-cylindrowy, wolnossący, 3.8 l, 460 KM | M     |
| 9  | Chris Bauer          | Förch Racing by Lukas MS       | Porsche 911 GT3 Cup | 6-cylindrowy, wolnossący, 3.8 l, 460 KM | M     |
| 10 | Ben Barker           | MOMO Megatron Team PARTRAX     | Porsche 911 GT3 Cup | 6-cylindrowy, wolnossący, 3.8 l, 460 KM | M     |
| 11 | Sam Power            | MOMO Megatron Team PARTRAX     | Porsche 911 GT3 Cup | 6-cylindrowy, wolnossący, 3.8 l, 460 KM | M     |
| 12 | Cameron Twynham      | MOMO Megatron Team PARTRAX     | Porsche 911 GT3 Cup | 6-cylindrowy, wolnossący, 3.8 l, 460 KM | M     |
| 14 | Christian Engelhart  | MRS GT-Racing                  | Porsche 911 GT3 Cup | 6-cylindrowy, wolnossący, 3.8 l, 460 KM | M     |
| 15 | Richard Goddard      | MRS GT-Racing                  | Porsche 911 GT3 Cup | 6-cylindrowy, wolnossący, 3.8 l, 460 KM | M     |
| 16 | Matteo Cairoli       | Market Leader by Project 1     | Porsche 911 GT3 Cup | 6-cylindrowy, wolnossący, 3.8 l, 460 KM | M     |
| 17 | Philipp Eng          | Market Leader by Project 1     | Porsche 911 GT3 Cup | 6-cylindrowy, wolnossący, 3.8 l, 460 KM | M     |
| 18 | Jean Glorieux        | Speed Lover & Allure           | Porsche 911 GT3 Cup | 6-cylindrowy, wolnossący, 3.8 l, 460 KM | M     |
| 19 | Robert Lukas         | Förch Racing by Lukas MS       | Porsche 911 GT3 Cup | 6-cylindrowy, wolnossący, 3.8 l, 460 KM | M     |
| 20 | Pierre Piron         | Speed Lover & Allure           | Porsche 911 GT3 Cup | 6-cylindrowy, wolnossący, 3.8 l, 460 KM | M     |
| 21 | Glauco Solieri       | Martinet by Alméras            | Porsche 911 GT3 Cup | 6-cylindrowy, wolnossący, 3.8 l, 460 KM | M     |
| 22 | Côme Ledogar         | Martinet by Alméras            | Porsche 911 GT3 Cup | 6-cylindrowy, wolnossący, 3.8 l, 460 KM | M     |
| 23 | Alex Riberas         | The Heart of Racing by Lechner | Porsche 911 GT3 Cup | 6-cylindrowy, wolnossący, 3.8 l, 460 KM | M     |
| 24 | Jeffrey Schmidt      | The Heart of Racing by Lechner | Porsche 911 GT3 Cup | 6-cylindrowy, wolnossący, 3.8 l, 460 KM | M     |
| 25 | Carlos Rivas         | Speed Lover & Allure           | Porsche 911 GT3 Cup | 6-cylindrowy, wolnossący, 3.8 l, 460 KM | M     |
| 30 | Joffrey De Narda     | Sébastien Loeb Racing          | Porsche 911 GT3 Cup | 6-cylindrowy, wolnossący, 3.8 l, 460 KM | M     |
| 31 | Roar Lindland        | Sébastien Loeb Racing          | Porsche 911 GT3 Cup | 6-cylindrowy, wolnossący, 3.8 l, 460 KM | M     |
| 32 | Maximilian Werndl    | Verva Lechner Racing Team      | Porsche 911 GT3 Cup | 6-cylindrowy, wolnossący, 3.8 l, 460 KM | M     |
| 33 | Alexander Toril      | Market Leader by Project 1     | Porsche 911 GT3 Cup | 6-cylindrowy, wolnossący, 3.8 l, 460 KM | M     |
| 34 | Roger Grouwels       | Speed Lover & Allure           | Porsche 911 GT3 Cup | 6-cylindrowy, wolnossący, 3.8 l, 460 KM | M     |
| Nr | Kierowca             | Zespół                         | Samochód            | Silnik                                  | Opony |

## Wyniki

### Sesja treningowa
Źródło: racecam.de
| Poz. | Nr | Kierowca            | Zespół                          | Czas     | Strata    | Okr. |
| ---- | -- | ------------------- | ------------------------------- | -------- | --------- | ---- |
| 1.   | 17 | Philipp Eng         | Market Leader Team by Project 1 | 1:51,531 | –         | 15   |
| 2.   | 5  | Michael Ammermüller | Lechner Racing Middle East      | 1:51,612 | +0:00,081 | 16   |
| 3    | 1  | Kuba Giermaziak     | Verva Lechner Racing Team       | 1:51,618 | +0:00,087 | 12   |

### Kwalifikacje
Źródło: racecam.de, porsche.com.
| Poz. | Nr | Kierowca             | Zespół                           | Czas     | Strata    | Okr. |
| ---- | -- | -------------------- | -------------------------------- | -------- | --------- | ---- |
| 1.   | 5  | Michael Ammermüller  | Lechner Racing Middle East       | 1:50,349 | –         | 8    |
| 2.   | 22 | Côme Ledogar         | Martinet by Alméras              | 1:50,578 | +0:00,276 | 7    |
| 3.   | 2  | Connor De Phillippi  | Verva Lechner Racing Team        | 1:50,625 | +0:00.354 | 7    |
| 4.   | 24 | Jeffrey Schmidt      | The Heart of Racing by Lechner   | 1:50,703 | +0:00,355 | 9    |
| 5.   | 14 | Christian Engelhart  | MRS GT-Racing                    | 1:50,704 | +0:00,422 | 11   |
| 6.   | 17 | Philipp Eng          | Market Leader Team by Project 1  | 1:50,771 | +0:00,462 | 8    |
| 7.   | 4  | Sven Müller          | Lechner Racing Middle East       | 1:50,811 | +0:00,479 | 9    |
| 8.   | 23 | Alex Riberas         | The Heart of Racing by Lechner   | 1:50,828 | +0:00,479 | 9    |
| 9.   | 1  | Kuba Giermaziak      | Verva Lechner Racing Team        | 1:50,863 | +0:00,514 | 12   |
| 10.  | 16 | Matteo Cairoli       | Market Leader Team by Project 1  | 1:50,880 | +0:00,531 | 8    |
| 11.  | 19 | Robert Lukas         | Förch Racing by Lukas Motorsport | 1:50,948 | +0:00,599 | 9    |
| 12.  | 6  | Philipp Frommenwiler | Fach Auto Tech                   | 1:51,003 | +0:00,654 | 8    |
| 13.  | 10 | Ben Barker           | MOMO Megatron Team PARTRAX       | 1:51,127 | +0:00,778 | 9    |
| 14.  | 30 | Joffrey De Narda     | Sébastien Loeb Racing            | 1:51,560 | +0:01,211 | 10   |
| 15.  | 11 | Sam Power            | MOMO Megatron Team PARTRAX       | 1:51,574 | +0:01,225 | 10   |
| 16.  | 12 | Cameron Twynham      | MOMO Megatron Team PARTRAX       | 1:51,625 | +0:01,276 | 11   |
| 17.  | 33 | Alexander Toril      | Market Leader Team by Project 1  | 1:51,648 | +0:01,299 | 8    |
| 18.  | 32 | Maximilian Werndl    | Team Project 1                   | 1:52,210 | +0:01,861 | 11   |
| 19.  | 18 | Jean Glorieux        | Speed Lover & Allure             | 1:52,256 | +0:01,907 | 7    |
| 20.  | 15 | Richard Goddard      | MRS GT-Racing                    | 1:52,285 | +0:01,936 | 13   |
| 21.  | 31 | Roar Lindland        | Sébastien Loeb Racing            | 1:52,338 | +0:01,989 | 11   |
| 22.  | 8  | Patrick Eisemann     | Förch Racing by Lukas Motorsport | 1:52,478 | +0:02,129 | 13   |
| 23.  | 9  | Chris Bauer          | Förch Racing by Lukas Motorsport | 1:52,709 | +0:02,360 | 13   |
| 24.  | 7  | Simon Trummer        | Fach Auto Tech                   | 1:52,888 | +0:02,539 | 11   |
| 25.  | 20 | Pierre Piron         | Speed Lover & Allure             | 1:53,680 | +0:03,331 | 13   |
| 26.  | 21 | Glauco Solieri       | Martinet by Alméras              | 1:53,709 | +0:03,360 | 14   |
| 27.  | 25 | Carlos Rivas         | Speed Lover & Allure             | 1:53,841 | +0:03,492 | 12   |
| 28.  | 3  | Michael Avenatti     | Verva Lechner Racing Team        | 1:55,600 | +0:05,251 | 14   |

### Wyścig
Źródło: racecam.de, porsche.com
| P                 | + / –     | Nr | Kierowca             | Konstruktor                      | Okr. | Czas / Strata | Komentarz          |
| ----------------- | --------- | -- | -------------------- | -------------------------------- | ---- | ------------- | ------------------ |
| 1                 | Bez zmian | 5  | Michael Ammermüller  | Lechner Racing Middle East       | 14   | 27m41,113     |                    |
| 2                 | 7         | 1  | Kuba Giermaziak      | Verva Lechner Racing Team        | 14   | +0:07,019     |                    |
| 3                 | 2         | 14 | Christian Engelhart  | MRS GT-Racing                    | 14   | +0:09,585     |                    |
| 4                 | 2         | 17 | Philipp Eng          | Market Leader Team by Project 1  | 14   | +0:14,675     |                    |
| 5                 | 3         | 23 | Alex Riberas         | The Heart of Racing by Lechner   | 14   | +0:15,088     |                    |
| 6                 | 4         | 22 | Côme Ledogar         | Martinet by Alméras              | 14   | +0:17,316     |                    |
| 7                 | 4         | 19 | Robert Lukas         | Förch Racing by Lukas Motorsport | 14   | +0:17,717     |                    |
| 8                 | 4         | 24 | Jeffrey Schmidt      | The Heart of Racing by Lechner   | 14   | +0:18,663     |                    |
| 9                 | 5         | 10 | Ben Barker           | MOMO Megatron Team PARTRAX       | 14   | +0:23,626     |                    |
| 10                | 5         | 11 | Sam Power            | MOMO Megatron Team PARTRAX       | 14   | +0:23,406     |                    |
| 11                | 8         | 2  | Connor De Phillippi  | Verva Lechner Racing Team        | 14   | +0:23,949     |                    |
| 12                | 4         | 12 | Cameron Twynham      | MOMO Megatron Team PARTRAX       | 14   | +0:24,701     |                    |
| 13                | 1         | 6  | Philipp Frommenwiler | Fach Auto Tech                   | 14   | +0:26,135     |                    |
| 14                | 4         | 16 | Matteo Cairoli       | Market Leader Team by Project 1  | 14   | +0:28,276     |                    |
| 15                | 3         | 32 | Maximilian Werndl    | Team Project 1–Mercedes          | 14   | +0:29,834     |                    |
| 16                | 1         | 33 | Alexander Toril      | Market Leader Team by Project 1  | 14   | +0:32,184     |                    |
| 17                | 3         | 15 | Richard Goddard      | MRS GT-Racing                    | 14   | +0:33,437     |                    |
| 18                | 7         | 20 | Pierre Piron         | Speed Lover & Allure             | 14   | +0:34,995     |                    |
| 19                | 2         | 31 | Roar Lindland        | Sébastien Loeb Racing            | 14   | +0:35,599     |                    |
| 20                | 3         | 9  | Chris Bauer          | Förch Racing by Lukas Motorsport | 14   | +0:40,597     |                    |
| 21                | 6         | 25 | Carlos Rivas         | Speed Lover & Allure             | 14   | +0:41,174     |                    |
| 22                | 2         | 7  | Simon Trummer        | Fach Auto Tech                   | 14   | +0:41,894     |                    |
| 23                | 4         | 18 | Jean Glorieux        | Speed Lover & Allure             | 14   | +0:50,573     |                    |
| 24                | 2         | 21 | Glauco Solieri       | Martinet by Alméras              | 14   | +0:53,303     |                    |
| 25                | 3         | 3  | Michael Avenatti     | Verva Lechner Racing Team        | 14   | +1:03,399     |                    |
| Niesklasyfikowani |           |    |                      |                                  |      |               |                    |
|                   |           | 4  | Sven Müller          | Lechner Racing Middle East       | 0    | +14 okr       | wypadnięcie z toru |
|                   |           | 30 | Joffrey De Narda     | Sébastien Loeb Racing            | 0    | +14 okr       | wypadnięcie z toru |
|                   |           | 8  | Patrick Eisemann     | Förch Racing by Lukas MS         | 0    | +14 okr       | wypadnięcie z toru |
| P                 | + / –     | Nr | Kierowca             | Konstruktor                      | Okr. | Czas / Strata | Komentarz          |

### Najszybsze okrążenie
Źródło: porsche.com
| Nr | Kierowca            | Konstruktor                | Czas     | Okr. |
| -- | ------------------- | -------------------------- | -------- | ---- |
| 5  | Michael Ammermüller | Lechner Racing Middle East | 1:52,183 | 4    |

## Klasyfikacja po zakończeniu wyścigu

### Kierowcy
Zostali wliczeni kierowcy jadący gościnnie.
| P                 | +/− | Kierowca             | Starty | Punkty | P1 | P2 | P3 | PP | NO | NS |
| ----------------- | --- | -------------------- | ------ | ------ | -- | -- | -- | -- | -- | -- |
| 1                 | 0   | Michael Ammermüller  | 1      | 20     | 1  | –  | –  | 1  | 1  | –  |
| 2                 | 0   | Kuba Giermaziak      | 1      | 18     | –  | 1  | –  | –  | –  | –  |
| 3                 | 0   | Christian Engelhart  | 1      | 16     | –  | –  | 1  | –  | –  | –  |
| 4                 | 0   | Philipp Eng          | 1      | 14     | –  | –  | –  | –  | –  | –  |
| 5                 | 0   | Alex Riberas         | 1      | 12     | –  | –  | –  | –  | –  | –  |
| 6                 | 0   | Côme Ledogar         | 1      | 10     | –  | –  | –  | –  | –  | –  |
| 7                 | 0   | Robert Lukas         | 1      | 9      | –  | –  | –  | –  | –  | –  |
| 8                 | 0   | Jeffrey Schmidt      | 1      | 8      | –  | –  | –  | –  | –  | –  |
| 9                 | 0   | Ben Barker           | 1      | 7      | –  | –  | –  | –  | –  | –  |
| 10                | 0   | Sam Power            | 1      | 6      | –  | –  | –  | –  | –  | –  |
| 11                | 0   | Connor De Phillippi  | 1      | 5      | –  | –  | –  | –  | –  | –  |
| 12                | 0   | Cameron Twynham      | 1      | 4      | –  | –  | –  | –  | –  | –  |
| 13                | 0   | Philipp Frommenwiler | 1      | 3      | –  | –  | –  | –  | –  | –  |
| 14                | 0   | Matteo Cairoli       | 1      | 2      | –  | –  | –  | –  | –  | –  |
| 15                | 0   | Richard Goddard      | 1      | 1      | –  | –  | –  | –  | –  | –  |
| 16                | 0   | Pierre Piron         | 1      | 0      | –  | –  | –  | –  | –  | –  |
| 17                | 0   | Chris Bauer          | 1      | 0      | –  | –  | –  | –  | –  | –  |
| 18                | 0   | Carlos Rivas         | 1      | 0      | –  | –  | –  | –  | –  | –  |
| 19                | 0   | Simon Trummer        | 1      | 0      | –  | –  | –  | –  | –  | –  |
| 20                | 0   | Jean Glorieux        | 1      | 0      | –  | –  | –  | –  | –  | –  |
| 21                | 0   | Glauco Solieri       | 1      | 0      | –  | –  | –  | –  | –  | –  |
| 22                | 0   | Michael Avenatti     | 1      | 0      | –  | –  | –  | –  | –  | –  |
| 23                | 0   | Sven Müller          | 1      | 0      | –  | –  | –  | –  | –  | –  |
| 24                | 0   | Patrick Eisemann     | 1      | 0      | –  | –  | –  | –  | –  | –  |
| Niesklasyfikowani |     |                      |        |        |    |    |    |    |    |    |
|                   |     | Maximilian Werndl    | –      | -      | –  | –  | –  | –  | –  | –  |
|                   |     | Alexander Toril      | –      | -      | –  | –  | –  | –  | –  | –  |
|                   |     | Roar Lindland        | –      | -      | –  | –  | –  | –  | –  | –  |
|                   |     | Joffrey De Narda     | –      | -      | –  | –  | –  | –  | –  | –  |
| P                 | +/− | Kierowca             | Starty | Punkty | P1 | P2 | P3 | PP | NO | NS |

### Konstruktorzy
| P  | +/− | Konstruktor                      | Starty | Punkty | P1 | P2 | P3 | PP | NO | NS |
| -- | --- | -------------------------------- | ------ | ------ | -- | -- | -- | -- | -- | -- |
| 1  | 0   | Verva Lechner Racing Team        | 4      | 24     | –  | 1  | –  | –  | –  | –  |
| 2  | 0   | Lechner Racing Middle East       | 2      | 20     | 1  | –  | –  | 1  | 1  | 1  |
| 3  | 0   | The Heart of Racing by Lechner   | 2      | 20     | –  | –  | –  | –  | –  | –  |
| 4  | 0   | MRS GT-Racing                    | 2      | 18     | –  | –  | 1  | –  | –  | –  |
| 5  | 0   | Market Leader Team by Project 1  | 2      | 17     | –  | –  | –  | –  | –  | –  |
| 6  | 0   | MOMO Megatron Team PARTRAX       | 3      | 12     | –  | –  | –  | –  | –  | –  |
| 7  | 0   | Martinet by Alméras              | 2      | 10     | –  | –  | –  | –  | –  | –  |
| 8  | 0   | Förch Racing by Lukas Motorsport | 3      | 9      | –  | –  | –  | –  | –  | 1  |
| 9  | 0   | Fach Auto Tech                   | 2      | 4      | –  | –  | –  | –  | –  | –  |
| 10 | 0   | Speed Lover & Allure             | 3      | 1      | –  | –  | –  | –  | –  | –  |
| P  | +/− | Konstruktor                      | Starty | Punkty | P1 | P2 | P3 | PP | NO | NS |